# Torre del Petrol
La Torre del Petrol és un monument protegit com a bé cultural d'interès nacional del municipi de la Riba a la comarca de l'Alt Camp.

## Descripció
La torre del Petrol és al cim del Puigcabrer, a 525 metres sobre el nivell del mar, a la Serra de Miramar. És una torre de guaita de forma cilíndrica feta amb pedra.

## Història
Aquesta torre va ser construïda al segle xix durant la Tercera guerra carlina. El comandant de la Riba, Manuel Orozco, que hi era assignat per a combatre els carlins dirigits pel Nen de Prades, en va ordenar la construcció. En aquesta situació estratègica, ja hi havia hagut l'antic castell de la Riba, documentat l'any 1176. Des d'aquest lloc es podia defensar el pas natural de comunicació entre el Camp de Tarragona i la Conca de Barberà. Durant el dia servia com a torre de guaita i a la nit, com a torre de senyals òptics. El nom «del Petrol», li ve donat per la fama de bevedor que tenia Manuel Orozco, que demanava «petroli» a l'hora de demanar aiguardent.
Un llamp va esberlar-la en temps de la guerra carlina i s'ha mantingut en aquest estat fins a l'actualitat.